# Corneille (cantant)
Cornelius Nyungura (nascut el 24 de març de 1977) és un cantant que actua sota el nom de Corneille. Va néixer a Alemanya de pares ruandesos, va passar la major part de la seva infància a Ruanda i, finalment, va emigrar a Quebec el 1997. Canta en francès i en anglès. El seu treball està molt influenciat per funk i la música soul; està inspirat pels artistes Prince, Marvin Gaye i Stevie Wonder.

## Biografia
Corneille va néixer a Freiburg im Breisgau (Alemanya), tot i que va passar gran part de la seva infància a Ruanda. Va descobrir la seva passió per la música el 1993, i així es va unir a un grup de R&B, que va guanyar el concurs Découverte de 1993. Això també ho va introduir a la composició i composició musical. No obstant això, la seva vida va canviar després del genocidi ruandès en 1994. El seu pare, Émile Nyungura, era un líder del Partit Socialdemòcrata (PSD) que es va oposar al FPR i, per tant, n'era un objectiu; Corneille va ser testimoni de l'assassinat dels seus pares i dels seus tres germans quan tenia 17 anys. Va fugir a Alemanya, on el van portar alguns dels amics dels seus pares.
El juliol del 1997, Corneille va decidir marxar d'Alemanya per cursar estudis de comunicació i es va traslladar a Montreal, Quebec, Canadà per assistir a la Universitat Concòrdia. Durant aquest temps, va fundar ONE, una banda de R&B, amb Pierre Gage i Gardy Martin, a qui havia conegut poc després d'arribar a Quebec. Zoukin, una de les cançons del grup escrita per Corneille, va arribar al primer lloc a les ones. A principis de 2001 Corneille va abandonar el grup perquè volia seguir una carrera en solitari. Va començar a centrar les seves cançons en el seu passat.
Durant el 2002 Corneille va treballar en diversos projectes. Va escriure i va compondre les cançons Ce soir per a la compilació Cocktail R&B 2 (Ghetto R&B, Sony Music) i "Si seulement on s'aimait" per a Hip Hop Folies (Sony Music). Convidat per David A. Stewart, va actuar en el seu primer espectacle de varietats al Réservoir de París, i va tenir l'oportunitat de cantar amb Jimmy Cliff. El gener de 2003, va ser convidat a actuar en l'acte d'obertura per a Cunnie Williams a l'Olympia de París.
El primer àlbum de Corneille, la versió canadenca de Parce qu'on vient de loin, va ser llançada el 10 de setembre de 2002. La versió francesa, que incloïa nombroses bonus en el segon disc, va ser llançada el 20 d'octubre de 2003, i es va convertir ràpidament en un èxit. L'abril de 2003 Corneille va cantar amb Craig David, repetint una tonada en francès en la cançó Rise and Fall. Va realitzar la seva primera gira durant el mes de maig de 2003, esgotant les entrades a París, Marsella, Lió i Bordeus. El març de 2005 va participar en el concert Africa Live, que es va organitzar per lluitar contra el paludisme. Aquesta va ser la primera vegada que tornava al seu continent d'origen des del genocidi. Les marchands de rêves, el segon àlbum de Corneille, fou llançat el novembre de 2005.
Corneille va treballar amb la Creu Roja Canadenca per ajudar els nens víctimes de la guerra. Va publicar el seu primer àlbum en anglès, The Birth Of Cornelius, en juliol de 2007. A finals de 2014 es va convertir en concursant en la cinquena temporada del programa de la TF1 Danse avec les Stars.
Corneille va escriure la cançó "Il était temps" per a Virginie Pouchain que fou escollida per representar França al Festival de la Cançó d'Eurovisió 2006. La cançó va acabar 22a dels 24 finalistes.

### Vida personal
Corneille està casat amb la model i actriu canadenca Sofia de Medeiros en 2006; tenen dos fills.

## Discografia

### Àlbums
Àlbums d'estudi
| Any                                                                             | Àlbum                     | Llistes | Llistes | Llistes | Llistes | Certificació |
| Any                                                                             | Àlbum                     | BEL Wa  | FR      | SWI     | QUE     | Certificació |
| ------------------------------------------------------------------------------- | ------------------------- | ------- | ------- | ------- | ------- | ------------ |
| 2002                                                                            | Parce qu'on vient de loin | 3       | 4       | 33      |         |              |
| 2005                                                                            | Les marchands de rêves    | 6       | 3       | 34      |         |              |
| 2007                                                                            | The Birth of Corneillius  | –       | 23      | –       |         |              |
| 2009                                                                            | Sans titre                | 47      | 21      | –       |         |              |
| 2011                                                                            | Les inséparables          | 55      | 10      | –       |         |              |
| 2013                                                                            | Entre nord et sud         | –       | 46      | –       |         |              |
| "—" denota un títol que no va mostrar o no va ser publicat en aquest territori. |                           |         |         |         |         |              |

Edicions especials
- 2003: Parce qu'on vient de loin (édition deluxe) (dos discs)
- 2006: Parce qu'on vient de loin / Les marchands de rêves (doble àlbum)

Àlbums en directe & DVDs
| Any  | Àlbum              | Llistes | Llistes | Llistes | Certificació |
| Any  | Àlbum              | BEL Wa  | FR      | SWI     | Certificació |
| ---- | ------------------ | ------- | ------- | ------- | ------------ |
| 2005 | Live (doble àlbum) | 10      | 9       | –       |              |

### Senzills
| Any                                                                                         | Senzill                                                           | Posició més alta | Posició més alta | Posició més alta | Posició més alta | Posició més alta | Certificació | Àlbum                     |
| Any                                                                                         | Senzill                                                           | BEL Wa Ultratop  | BEL Wa Ultratip* | FR               | SWI              | QUE              | Certificació | Àlbum                     |
| ------------------------------------------------------------------------------------------- | ----------------------------------------------------------------- | ---------------- | ---------------- | ---------------- | ---------------- | ---------------- | ------------ | ------------------------- |
| 2002                                                                                        | "Avec classe"                                                     | –                | Tip 3            | 30               | –                |                  |              | Parce qu'on vient de loin |
| 2003                                                                                        | "Ensemble"                                                        | –                | –                | 39               | –                |                  |              | Parce qu'on vient de loin |
| 2004                                                                                        | "Parce qu'on vient de loin"                                       | 9                | –                | 10               | 33               |                  |              | Parce qu'on vient de loin |
| 2004                                                                                        | "Seul au monde"                                                   | 34               | –                | 26               | 62               |                  |              | Parce qu'on vient de loin |
| 2004                                                                                        | "Rêves de star"                                                   | –                | –                | –                | –                |                  |              | Parce qu'on vient de loin |
| 2004                                                                                        | "Comme un fils"                                                   | –                | –                | 21               | 56               |                  |              | Parce qu'on vient de loin |
| 2005                                                                                        | "Le bon Dieu est une femme"                                       | –                | –                | –                | –                |                  |              | Les marchands de rêves    |
| 2006                                                                                        | "Les marchands de rêves"                                          | –                | Tip 2            | 37               | 88               |                  |              | Les marchands de rêves    |
| 2009                                                                                        | "En attendant..."                                                 | –                | Tip 19           | –                | –                |                  |              | Sans titre                |
| 2011                                                                                        | "Le jour après la fin du monde"                                   | 33               | –                | 27               | –                |                  |              | Les inséparables          |
| 2011                                                                                        | "Des pères, des hommes et des frères" (Corneille feat. La Fouine) | –                | Tip 2            | 25               | –                |                  |              | Les inséparables          |
| 2012                                                                                        | "Jusqu'au bout de nos peines" (Corneille feat. Soprano)           | –                | –                | –                | –                |                  |              | Les inséparables          |
| 2012                                                                                        | "Le bar des sentimentalistes"                                     | –                | –                | –                | –                |                  |              | Les inséparables          |
| 2013                                                                                        | "Les sommets de nos vies"                                         | –                | –                | 84               | –                |                  |              | TBA                       |
| "—" denota un títol que no va mostrar a la llista o no va ser publicat en aquest territori. |                                                                   |                  |                  |                  |                  |                  |              |                           |

*No apareix a la llista oficial Belgian Ultratop 50, sinó més aviat sotes les llistes d'Ultratip.
Mostrat a
| Any  | Senzill                                                         | Posició més alta | Posició més alta | Posició més alta | Certificacó | Àlbum                                  |
| Any  | Senzill                                                         | BEL Wa Ultratop  | BEL Wa Ultratip* | FR               | Certificacó | Àlbum                                  |
| ---- | --------------------------------------------------------------- | ---------------- | ---------------- | ---------------- | ----------- | -------------------------------------- |
| 2011 | "Le meilleur du monde" (TLF feat. Corneille)                    | –                | Tip 38           | 28               |             | àlbum de TLF Renaissance               |
| 2012 | "Histoires vraies" (Youssoupha feat. Corneille)                 | –                | –                | 82               |             | Youssoupha album Noir desir            |
| 2012 | "Co-Pilot" (French version) (Kristina Maria feat. Corneille)    | –                | Tip 1            | 33               |             | àlbum de Kristina Maria Tell the World |
| 2013 | "Cœur de guerrier" (Big Ali feat. Youssoupha, Corneille & Acid) | –                | Tip 6            | –                |             |                                        |
| 2013 | "À l'horizon" (Kery James feat. Corneille)                      | –                | Tip 31           | –                |             | Kery James album Dernier MC            |

*No apareix a les llistes oficials del Belgian Ultratop 50, però hi va estar en posicions inferiors Ultratip.

### DVDs
- 2005: Live (coincidint amb Live)

## Premis
- 2005 NRJ Music Awards Vídeo de l'any per Parce qu'on vient de loin
- 2005 Premi EBBA.